# Tenzin Delek Rinpoche
Lithang Tulku Tenzin Delek Rinpoche eller Tenzing Deleg (tibetansk: བསྟན་ འཛིན་ བདེ་ ལེགས་, Wylie: Bstan 'dzin BDE be; født 1950, død 12. juli 2015) var en tibetansk buddhistisk leder fra Garze, Sichuan. Han blev født i Lithang i Tibet. Han blev anholdt den 7. april 2002 under en razzia på Jamyang Choekhorling i Garze, Sichuan, Kina. Han blev anklaget for at være involveret i et bombeattentat den 3. april 2002 på det centrale torv i Sichuan-provinshovedstaden Chengdu.
Han blev dømt for påstået deltagelse i en række uopklarede bombninger i sin hjemegn af de kinesiske myndigheder og dømt til døden i december 2002 sammen med Lobsang Dhondup, hans 28-årige assistent. Lobsang blev henrettet næsten med det samme i slutningen af januar 2003 (det var den første henrettelse af en tibetaner for politiske forbrydelser i 20 år). Tenzin Deleks retssag begyndte den 29. november 2002 ved den lokale domstol i Garze, og han blev dømt til døden med en to-årig udskydelse af henrettelsen. Oversøiske menneskerettighedsgrupper og FNs menneskerettighedseksperter protesterede og påpegede, at sagen mod ham var alvorligt fejlbehæftet, at han ikke havde fået en retfærdig rettergang, og at han var blevet mishandlet under forvaringen. Hans dom blev omgjort til livsvarigt fængsel den 26. januar 2005. Mange oversøiske fortalere for Tenzin Delek Rinpoche fortsatte med at kæmpe for at få sagen genoptaget.
Tenzin Delek blev også kendt for at arbejde for at oprette sociale, medicinske, uddannelsesmæssige og religiøse institutioner for tibetanske nomader i det østlige Tibet, som en fortaler for bevarelse af miljøet (på baggrund af vilkårlige skovhugst og mineprojekter) og som mægler mellem tibetanere og kinesere.
I november 2009 havde 40.000 tibetanere i Tenzin Delek Rinpoches hjemegn underskrevet et andragende om en fornyet rettergang. De igangsatte en sultestrejke i amtet hovedby Lithang i et par dage, hvilket førte til midlertidig anholdelse af omkring 70 tibetanere.
Tenzin døde den 12. juli 2015 i Chengdu, Kina. Før sin død havde tibetanere og menneskerettighedsgrupper opfordret til hans løsladelse under helbedshensyn. Hans død blev efterfulgt af opfordringer til at få udleveret hans krop for at kunne bestemme dødsårsagen og udføre traditionelle begravelsesritualer; en protest blev mødt af Kinas sikkerhedsstyrkers beskydning, hvilken sårede adskillige tibetanere. Kinesiske myndigheder kremerede kroppen uden en obduktion.